# Spicheren
Spicheren település Franciaországban, Moselle megyében. Lakosainak száma 3180 fő (2022. január 1.). Spicheren Alsting, Etzling, Forbach és Stiring-Wendel községekkel határos.

## Népesség
A település népessége az elmúlt években az alábbi módon változott:
| Lakosok száma | 3189 | 3233 | 3283 | 3224 | 3223 | 3232 | 3227 | 3218 | 3180 |
|               | 2013 | 2015 | 2016 | 2017 | 2018 | 2019 | 2020 | 2021 | 2022 |